# Лаура Кармине
Лаура Кармине (на испански: Laura Carmine) е мексиканска актриса и телевизионна водеща, с пуерторикански произход.

## Биография
Лаура Кармине е мексиканска актриса, с пуерторикански произход. Родена е във Сан Хуан, Пуерто Рико. Учи Маркетинг и Реклама, а през 2003 г. - Международен Маркетинг. Прекъсва обучението си и се премества в Мексико, където се явява на прослушванията в школата на Телевиса. Завършва я през 2006 г.
Актрисата има хетерохромия – лявото ѝ око е сиво-кафяво, а дясното е изцяло кафяво. Лаура е вегетарианка.

## Кариера
Кариерата ѝ на актриса започва през 2008 г. с роля в теленовелата „Удар в сърцето“, където си партнира с Дана Гарсия и Себастиан Рули. Получава още малки роли в продукции като „Хамелеони“ и „Непокорно сърце“.
Следва първа главна роля през 2011 г. в теленовелата „Нито с теб, нито без теб“. Изиграва злодейката в „Смела любов“ през 2012 г. Играе главна двойна роля на близначките Наталия и Вероника в „Коя си ти?“ и Камила в „Заради нея съм Ева“. Участва и в теленовелата „Бурята“ през 2013 г. Там изпълнява отрицателната роля на Естерсита Саласар – капризна девойка, обсебена от главния герой Дамян Фабре.

## Филмография
- Към морето (2025) – Ерика
- Прекъснати игри (2024-2025) – Диана
- Да преодолееш липсата (2022) – Ленар
- Бездушната (2021) – Анхела Инохоса
- Лекари, линия на живота (2019-2020) – Д-р Паулина Серано Брисеньо
- Да обичам без закон (2018) – Беренис де Аргудин
- Мое мило проклятие (2017) – Моника Солана Пинеда
- Дойде любовта (2016) – Лиса де Роблес
- Не ме оставяй (2015-2016) – Нурия Мурат Урутия
- Azul Violeta (2015) – Асул
- Че те обичам, обичам те (2013-2014) – Симона Вердуско
- Бурята (2013) – Естер Саласар
- Nueva vida (2013) – Линда
- Коя си ти? (2012-2013) – Наталия Гаридо/Вероника Гаридо де Ескивел
- Смела любов (2012) – Химена Диас Монтерде Сантос
- Заради нея съм Ева (2012) – Камила де Феърбанкс
- Нито с теб, нито без теб (2011) – Никол Лоренти
- Моят грях (2009) – Лола
- Dueña y señora (2006) – Репортерка на Телемундо

## Награди и номинации
Награди TVyNovelas
| Година | Категория                            | Теленовела               | Резултат   |
| ------ | ------------------------------------ | ------------------------ | ---------- |
| 2016   | Най-добра актриса в отрицателна роля | Не ме оставяй            | Печели     |
| 2013   | Най-добра актриса в поддържаща роля  | Смела любов              | Номинирана |
| 2012   | Най-добро женско откритие            | Нито с теб, нито без теб | Печели     |

Награди People en Español
| Година | Категория                            | Теленовела | Резултат   |
| ------ | ------------------------------------ | ---------- | ---------- |
| 2013   | Най-добра актриса в отрицателна роля | Бурята     | Номинирана |